# Demokratische Partei Südtirol
Die Demokratische Partei Südtirol (Abkürzung PD, italienisch Partito Democratico Alto Adige) ist der Südtiroler Ableger der in Italien gesamtstaatlich aktiven Demokratischen Partei.
Die Partei versteht sich als interethnische und sprachgruppenübergreifende Kraft, wie an der deutschen Übersetzung, die auch im lokalen Symbol zu finden ist, zu sehen ist.
Seit ihrer Gründung im Jahre 2007, in dem auch die nationale Demokratische Partei gegründet wurde, ist sie auf dem Gebiet der Provinz Bozen aktiv; sie war von 2008 bis 2018 auch in der Landesregierung als Koalitionspartner der Südtiroler Volkspartei vertreten.
Nach den Landtagswahlen 2018, bei denen die Partei erstmals Verluste seit ihrem ersten Antreten hinnehmen musste, ist sie Teil der Opposition.

## Geschichte
Die Demokratische Partei wurde als Zusammenschluss der Linksdemokraten und der linksliberalen, christlich-sozialen Democrazia è Libertà – La Margherita im Jahre 2007 gegründet. In Südtirol hatte die Partei intern bereits seit jeher eine besondere Stellung: Obwohl die nationale Demokratische Partei in Regionalunionen gegliedert ist (nach den italienischen Regionen), erhielt der Südtiroler Ableger aufgrund der geltenden Autonomiebestimmungen in der Provinz eine gleichgestellte Position als Provinzialunion.
Bei den ersten Landtagswahlen im Jahr 2008 erreichte sie 6,0 % der Stimmen und damit 2 Sitze im Landtag. Christian Tommasini, Erstgewählter des PD, erhielt daraufhin einen Posten in der Landesregierung als Vertreter der italienischen Sprachgruppe.
2013 verzeichnete man leichte Gewinne, 6,8 % der Stimmen entfielen auf die Partei. Die SVP, die damals das erste Mal nicht mehr über die absolute Mehrheit verfügte, war nun gezwungen, sich einen Koalitionspartner zu suchen und bildete ein Bündnis mit dem PD, Tommasini blieb in seinem Amt in der Landesregierung als Landesrat für Italienische Bildung und Kultur und als Vize-Landeshauptmann.
Bei den Landtagswahlen 2018 musste die Partei Verluste hinnehmen, mit 3,8 % ihr schlechtestes Ergebnis. Der bisherige Landesrat Tommasini wurde klar abgewählt, er verlor über 4000 Vorzugsstimmen. Einziger Vertreter der Partei im Landtag wurde Sandro Repetto.
Im November 2018 entschied sich die Regierungspartei SVP für einen Pakt mit der bei den Landtagswahlen erfolgreichen Lega, womit der Weiterführung von begonnenen Gesprächen zu einer Regierung aus SVP, Grünen und dem PD eine Absage erteilt wurde.
Bei den Landtagswahlen 2023 erhielt die Partei 3,5 % der Stimmen und somit erneut nur ein einziges Mandat für Sandro Repetto.